# Parti de Gauche
De Parti de Gauche (letterlijk: Linkse Partij) is een democratisch-socialistische politieke partij in Frankrijk. De partij wil de Duitse partij Die Linke nastreven.
De partijleiders zijn Dannielle Simonet en Éric Coquerel.
Samenstelling per 27 juli 2019 
 De deelnemende partijen met de meeste zetels worden genoemd, alleen de partijen met een enkele zetel binnen de fractie ontbreken.